# Saša Lukić
Saša Lukić (Šabac, 13 de agosto de 1996) é um futebolista profissional sérvio que atua como meio-campista. Atualmente joga pelo Fulham.

## Carreira
Saša Lukić começou a carreira no Partizan.